# أنوال (أنوال)
أنوال هو دُوَّار يقع بجماعة بوشاوون، إقليم فكيك، جهة الشرق في المملكة المغربية. ينتمي الدوّار لمشيخة أنوال التي تضم دوار واحد. يقدر عدد سكانه بـ 1547 نسمة حسب الإحصاء الرسمي للسكان والسكنى لسنة 2004.

## روابط خارجية
- البوابة الوطنية للجماعات الترابية
- المندوبية السامية للتخطيط